# Santo Domingo (Nueva Ecija)
Pour les articles homonymes, voir Santo Domingo.
Santo Domingo est une localité de la province de Nueva Ecija, aux Philippines. En 2015, elle compte 57 943 habitants.